# Repertorio Zero
Repertorio Zero (R0) est une association à but non lucratif, fondée en Italie au début de l’année 2007 par un groupe de musiciens européens, dans le but d’offrir de nouvelles perspectives au développement de la recherche musicale.

## Présentation
Le projet se base sur de nouveaux concepts relatifs à la musique contemporaine.
Repertorio Zero se structure autour de :
- Un comité artistique international planifiant les directives stratégiques et artistiques.
- Un groupe de travail d’excellence composé des divers professionnels nécessaires à l’élaboration du projet : Musiciens (Compositeurs; interprètes et ingénieurs du son) ; chercheurs informatiques; metteur en scène ; coordinateur artistique et organisationnel ; un comité exécutif.

Repertorio Zero qui axe ses activités autour de la création et de l’organisation d’évènements musicaux, se concentre tout particulièrement sur la commande d’œuvre auprès des compositeurs de musique contemporaine les plus renommés sur la scène internationale (Bernhard Lang ; Jean-François Laporte etc.) et sur la production d’évènements italiens et européens présentant le catalogue des œuvres commandées.
R0 utilise les nouvelles générations d’instruments et leurs évolutions, et n’utilise donc pas d’instruments acoustiques non amplifiés. R0 se consacre lui-même à l’exécution des œuvres composées exclusivement pour lui et/ou inspirées par les nouveaux instruments.

## Comité artistique 2008-2010
- Yan Maresz (France)
- Nadir Vassena (Suisse)
- Giovanni Verrando (Italie)
- Paolo Fumagalli (Italie)

## L'Ensemble MDI
Interprète des œuvres de Repertorio Zéro, le quatuor à cordes MDI est un groupe de jeunes musiciens milanais, devenus en l’espace de 3 ans une référence en matière d’interprétation contemporaine.
Repertorio Zero peut par ailleurs intégrer à ses représentations, des musiciens solistes (certains d’entre eux, étant eux-mêmes compositeurs) ayant déjà atteint une renommée internationale malgré leur jeune âge.

## Œuvres commissionnées par R0
- Andrea Agostini

Bad Times Lullabies 1&2 (2008)
pour ensemble électrique
commission R0 2008  
- Raphaël Cendo

In Vivo (2008)
pour quatuor à cordes amplifié 
commission R0 2008
- Erin Gee

Mouthpiece XII (2009)
pour ensemble électrique et voix
commission R0 2009
- Sam Hayden

Permutazioni (2009)
pour ensemble électrique
- Bernhard Lang

Differenz/Wiederholung 6b (letter code #2)(2001)
pour guitare électrique et générateur de boucles
- Jean-François Laporte

Dégonflement (1998)
pour exécutant de ballons gonflables
New piece 
pour quatuor à cordes électrique
commission R0 2010
- Alien Productions

Homogenisator (2008)
per cinque esecutori e cinque elettrodomestici
commission R0 2008